# رود ایدر
رود ایدر (به لاتین: Ider River) یک رود در مغولستان است که در استان خووسگول واقع شده‌است.